# Turiasaurus
Turiasaurus is een geslacht van uitgestorven plantenetende sauropode dinosauriërs, behorend tot de Eusauropoda, dat tijdens het Mesozoïcum leefde in het gebied van huidige Spanje. 

## Vondst en naamgeving
De soort werd in 2006 beschreven door Rafael Royo-Torres, Alberto Cobos en Luis Alcalá. De geslachtsnaam verwijst naar Turia, de Latijnse naam van Teruel. De soortaanduiding verwijst naar het dorpje Riodeva in de buurt waarvan het fossiel gevonden is.
De vondst uit 2003 op de vindplaats Barrihonda-El Humero bestaat uit een linkerarm, delen van de schedel, losse tanden en wat wervels en ribben. Een hele reeks apart geïnventariseerde botfragmenten van de linkervoorpoot is als holotype aangewezen: CPT-1195 tot CPT-1210. Daarnaast zijn aangewezen als paratypen: CPT-1211: schedel en onderkaken; CPT-1212 tot CPT-1219: acht tanden: CPT-1220 tot CPT-1225: zes halswervels; CPT-1226 tot CPT-1228: vier ruggenwervels; CPT-1229 tot CPT-1236: acht ribben: CPT-1237: een heiligbeen, CPT-1238 en CPT-1260: twee achterste staartwervels, CPT-1239: de onderkant van een linkerschouderblad; CPT-1240: een linkerborstbeen; CPT-1241: de onderkant van een linkerdijbeen, CPT-1241: de bovenkant van een linkerscheenbeen, CPT-1243: een linkerkuitbeen, CPT-1244 en CPT-1245: beide sprongbeenderen; en CPT-1246 tot CPT-1261: voetelementen. In dezelfde aardlaag werden resten gevonden van theropoden en stegosauriërs.
De leeftijd van Turiasaurus is wat onzeker; de Villar del Arzobispo-formatie waarin het fossiel gevonden is, overlapt het Laat-Jura (Tithonien) en het Vroeg-Krijt (Berriasien); de soort ontstond dus ruwweg 146 miljoen jaar geleden.
In 2009 werden nog eens drie doornuitsteeksels gemeld. Hetzelfde jaar werden postcrania van een ander individu, gevonden bij Puntal de Santa Cruz, toegewezen. Ook werden er vondsten uit Portugal gemeld. In 2012 werd de schedel in groter detail beschreven.

## Beschrijving
Aangezien het opperarmbeen een lengte heeft van 179 centimeter, was Turiasaurus een gigantisch dier met een geschatte lengte van tussen de dertig en zevenendertig meter en een gewicht van tweeënveertig tot achtenveertig ton. Het is de grootste dinosauriër die tot nu toe in Europa is gevonden. De duimklauw is een twintig centimeter lang.
In 2006 en 2012 werden een aantal onderscheidende kenmerken vastgesteld. De opgaande tak van het bovenkaaksbeen heeft aan zijn uiteinde een naar binnen gericht beenplateau. Het buitenvlak van het hoofdlichaam van het jukbeen heeft een afgeronde bult. Het supraoccipitale is doorboord door twee foramina, een aan iedere zijde van de dwarskam op het achterhoofd. De voorste nekribben hebben bovenop een extra uitsteeksel schuin naar boven en achteren wijzen. Bij de middelste ruggenwervels zijn de facetten van de voorste gewrichtsuitsteeksels sterk bol, van de achterste gewrichtsuitsteeksels sterk hol. Bij de middelste ruggenwervels is het hyposfeen, het naar achteren stekende extra gewrichtsuitsteeksel, rond in doorsnede en bol in plaats van driehoekig. De achterste staartwervels zijn sterk opisthocoel: bol van voren en hol van achteren. De onderste gewrichtsknobbels van het opperarmbeen zijn opvallend naar voren en achteren verbreed. De onderste gewrichtsvlakken van het spaakbeen en de ellepijp zijn sterk overdwars versmald. Er is een carpale in de pols met twee ronde uitsteeksels aan de onderkant, gescheiden door een uitholling. Het kuitbeen heeft op het midden van de onderste helft aan de binnenkant een ruwe ovale verheffing die dient als spieraanhechting.

## Fylogenie
Turiasaurus behoort volgens een voorlopige cladistische analyse tot een vrij basale groep binnen de sauropoden, de Turiasauria, die een zustergroep zou zijn van de Neosauropoda. Andere turiasauriërs zouden de nauw verwante Losillasaurus zijn en de wat verder staande Galveosaurus. Een analyse uit 2012 bevestigde deze uitkomsten, zij het dat niet precies kon worden vastgesteld of nu Galveosaurus of Losillasaurus de zustersoort was.

## Levenswijze
In 2024 stelde een studie dat de lange poten een aanpassing waren aan het afleggen van lange afstanden om in tijden van droogte nattere gebieden op te zoeken.